# Кодацци, Дельфино
Дельфино Кодацци (7 марта 1824, Лоди, Ломбардо-Венецианское королевство — 21 августа 1873, Павия, Ломбардия) — итальянский математик.

## Биография
Учился в университете Павии, был учеником Антонио Бордони.
В течение длительного периода Кодацци преподавал сначала в Лоди, затем в лицее в Павии. В то же время занимался дифференциальной геометрии.
В 1865 году Дельфино Кодацци был назначен профессором алгебры и аналитической геометрии в университете Павии.
Пробыл на своем посту до смерти в 1873 году.

## Научный вклад
Наиболее известен как переоткрыватель уравнений Петерсона ― Кодацци. Он также получил результаты относительно изометрических линий, геодезических треугольников, отображений сохраняющих площадь и устойчивости плавающих тел.